# Gyinamo Stadion (Ufa)
A Gyinamo Stadion egy többcélú stadion Ufában, Oroszországban. Elsősorban futballmérkőzésekre használják Az FK Ufa hazai stadionja volt, mielőtt a Neftyanik Stadionba költöztek volna. A stadion 5808 fő befogadására alkalmas.

## Története
A stadion a Lenin Park sportpályájának helyén, a lerombolt Feltámadás székesegyház közelében épült. 1925-ben Ufában megalakult Gyinamo sportegyesület, a labdarúgók számára szükség lett egy nagyobb méretű sportpályára. A megnyitására 1934. május 6-án került sor, a szovjet időkben gyakran változott a neve. A stadion mellett teniszpályák és lőtér is épült. A labdarúgó-mérkőzéseken kívül a létesítményben többek között: atlétika-, korcsolya-, jégkorong-, lövész- és motorversenyekre is sor került.
2007-ben a 3. számú Építőipari Vállalat felújította. 2009 és 2015 között az ufai labdarúgóklub, az FK Ufa hazai arénája volt.

## Fordítás
- Ez a szócikk részben vagy egészben  a   Dynamo Stadium (Ufa) című angol Wikipédia-szócikk ezen változatának fordításán alapul.  Az eredeti cikk szerkesztőit annak laptörténete sorolja fel. Ez a jelzés csupán a megfogalmazás eredetét és a szerzői jogokat jelzi, nem szolgál a cikkben szereplő információk forrásmegjelöléseként.